# 大森弘貴
大森 弘貴(おおもり ひろき、1997年2月8日 - ）は、東京都出身の元子役。

## 略歴
2007年、まりもっこりの公式ソングを歌う小学生ユニット「CORICORI」のメンバーとしてCDデビューした。

## 主な出演

### テレビドラマ
- ちびまる子ちゃん (2006年4月18日、10月31日、12月5日) - 山根つよし役[3]

### CM
- ECCジュニア (2003年)
- ミスター・ドーナツ (2003年)
- 東京サマーランド (2004年〜2010年)
- マクドナルド『香港ディズニーランド広東語篇』(2005年)
- @NetHome (2006年)

### バラエティ
- ちびっこのど自慢 (2003年、フジテレビ)
- 天才!志村どうぶつ園 (2004年、日本テレビ)
- ラジかるッ〜西川史子のあやくり〜 (2006年・2008年、日本テレビ)

## ディスコグラフィー

### シングル
- こりこりまりもっこり (2008年3月19日)

### アルバム
- まりもっこりベスト (2008年7月16日)